# Elephantopinae
Elephantopinae Less., (1830)  è una sottotribù di piante angiosperme dicotiledoni di origine africana, appartenenti alla famiglia delle Asteraceae.

## Etimologia
Il nome della sottotribù deriva dal suo genere più importante (Elephantopus) che a sua volta deriva da due parole greche elephantos (= elefante) e pous (= piede) che insieme significano "piede di elefante" alludendo probabilmente alle rosette basali tipiche nella maggior parte di queste piante, ed è stato definito per la prima volta dal botanico tedesco Christian Friedrich Lessing (Syców, 1809 – Krasnojarsk, 1862) nella pubblicazione "Linnaea; Ein Journal für die Botanik in ihrem ganzen Umfange. Berlin - 5: 135. Jan 1830" del 1830.

## Descrizione

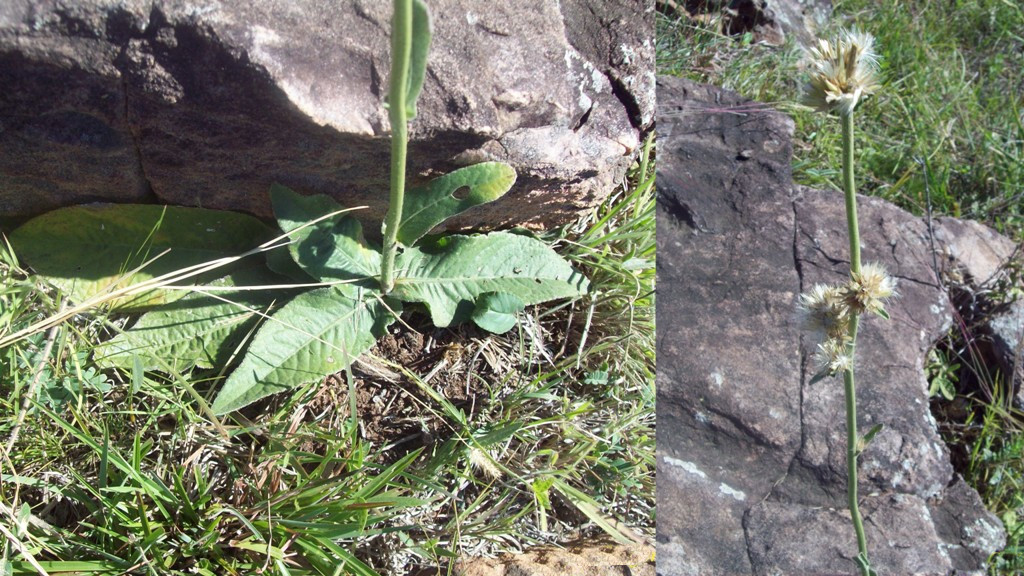
Il portamento
Orthopappus angustifolius

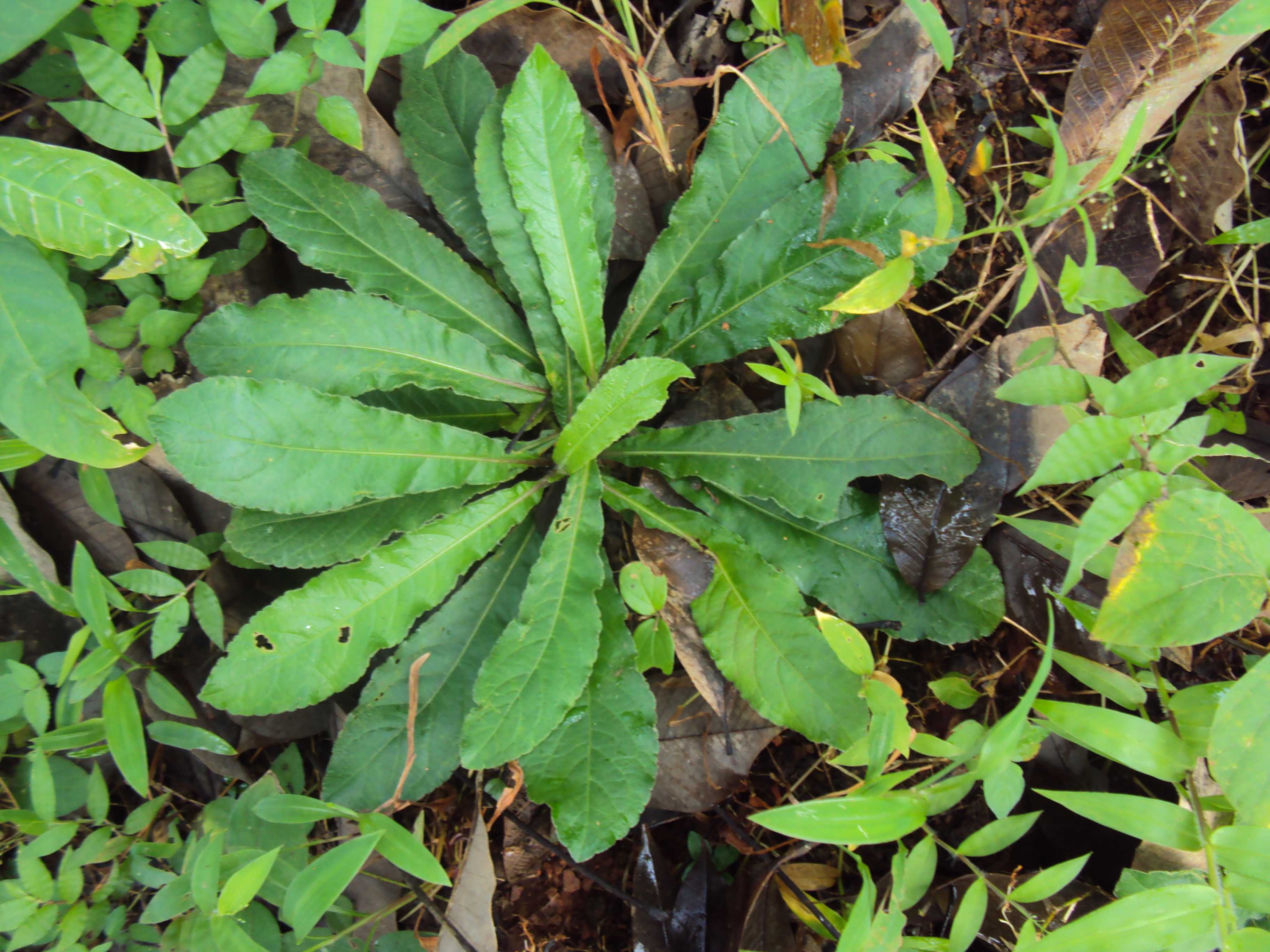
Le foglie
Elephantopus scaber

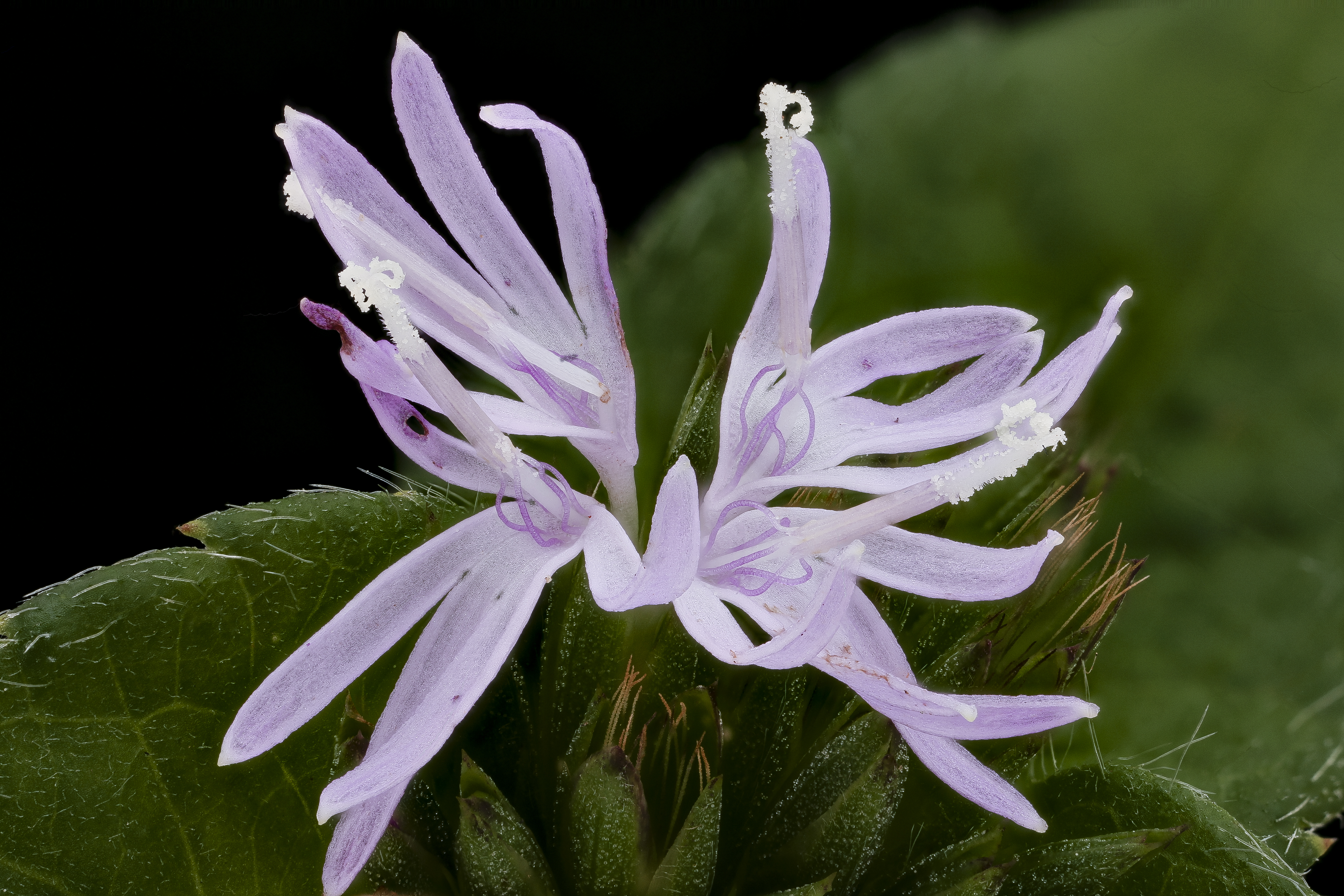
I fiori
Elephantopus carolinianus

Le piante di questa sottotribù sono erbacee perenni. Gli organi interni di queste piante contengono lattoni sesquiterpenici. La parte sotterranea del fusto è un rizoma stolonifero. Alcune specie sono ricoperte da un tomento aracnoide (Caatinganthus).
Le foglie si presentano sia sotto forma di rosette basali (soprattutto) che di singole foglie disposte in modo alterno lungo il fusto. La lamina in genere è lineare.
Le infiorescenze sono formate da capolini raccolti in modo corimboso o a glomeruli (spesso con gruppi secondari di capolini). I capolini sono composti da un involucro formato da brattee che fanno da protezione al ricettacolo sul quale s'inseriscono i fiori tubulosi. Gli involucri sono formati da una serie di brattee fogliose esterne; normalmente sono 4, 6 o 8 copie di brattee a disposizione decussata, ossia sono a inserzione opposta e incrociate nella loro disposizione ad angolo retto. I ricettacoli sono nudi (senza pagliette a protezione della base dei fiori). In Caatinganthus sono presenti 4 - 6 brattee esterne di tipo foglioso, mentre internamente sono presenti 4 di tipo scarioso. Nelle specie degli altri generi sono presenti solamente 8 brattee in tutto.
I fiori sono pochi (da 2 a 4 in Elephantopus), e sono tetra-ciclici (ossia sono presenti 4 verticilli: calice – corolla – androceo – gineceo) e pentameri (ogni verticillo ha in genere 5 elementi). I fiori sono inoltre ermafroditi e normalmente zigomorfi.
- Formula fiorale:

*/x K {\displaystyle \infty }, [C (5), A (5)], G 2 (infero), achenio
- Calice: i sepali del calice sono ridotti ad una coroncina di squame.
- Corolla: le corolle sono tubolari, lunghe da 4 a 10 mm e terminano con 5 lobi; il colore è lavanda.
- Androceo: gli stami sono 5 con filamenti liberi e distinti, mentre le antere sono saldate in un manicotto (o tubo) circondante lo stilo.[12] Le antere non sempre hanno la coda. La parte inferiore delle teche delle antere hanno un collare; la parte apicale è glabra. Il polline è tricolporato (con tre aperture sia di tipo a fessura che tipo isodiametrica o poro) o subtriporato (con le fessure di germinazione costituite da tre pori)[13]; è echinato (con punte) e spesso la parte più esterna dell'esina è sollevata a forma di creste e depressioni ("lophato").
- Gineceo: lo stilo è filiforme e senza nodi rilevanti alla base. Gli stigmi dello stilo sono due.  L'ovario è infero uniloculare formato da 2 carpelli. Gli stigmi hanno la superficie stigmatica interna (vicino alla base).[14]

I frutti sono degli acheni con pappo. Gli acheni hanno una forma prismatica con 5 - 10 coste; contengono rafidi elongati. Il pappo non è molto vistoso, ed è composto da diverse setole o reste disposte in modo uniseriale.

## Distribuzione e habitat
Il gruppo delle Elephantopinae è pantropicale (America centrale e America del sud), ma alcune specie si spingono fino alle aree temperate degli Stati Uniti; due generi sono presenti anche in Africa (Elephantopus, Pseudelephantopus). Alcune specie di questi due generi sono presenti anche in Asia (India).

## Tassonomia
La famiglia di appartenenza di questa voce (Asteraceae o Compositae, nomen conservandum) probabilmente originaria del Sud America, è la più numerosa del mondo vegetale, comprende oltre 23 000 specie distribuite su 1 535 generi, oppure 22 750 specie e 1 530 generi secondo altre fonti (una delle checklist più aggiornata elenca fino a 1 679 generi). La famiglia attualmente (2021) è divisa in 16 sottofamiglie.

### Filogenesi
La sottotribù Elephantopinae descritta all'interno della tribù Vernonieae Cass. della sottofamiglia Vernonioideae Lindl.. Questa classificazione è stata ottenuta ultimamente con le analisi del DNA delle varie specie del gruppo. Da un punto di vista filogenetico in base alle ultime analisi sul DNA la tribù Vernonieae è risultata divisa in due grandi cladi: Muovo Mondo e Vecchio Mondo. I generi di Elephantopinae appartengono al subclade relativo all'America tropicale (l'altro subclade americano comprende anche specie del Nord America e del Messico).
In particolare i generi del Vecchio Mondo (vedi il paragrafo “Distribuzione”), sono di tipo erbaceo con poche brattee involucrali, capolini con 4 fiori, corolla zigomorfa e le pareti delle antere sottili e glabre.
Recentissime analisi (2019) con nuovi metodi filogenomici hanno migliorato la posizione della sottotribù. In particolare Elephantopinae appartiene al gruppo di sottotribù che si sono evolute, nell'ambito della tribù, per ultime. Questo gruppo comprende le sottotribù Vernoniinae, Lepidaploinae, Chrestinae e Dipterocypselinae.
La sottotribù, e quindi i suoi generi, si distingue per i seguenti caratteri:
- le infiorescenze si presentano composite;
- le corolle sono liguliformi (fortemente zigomorfe) con profonde insenature.

In precedenza i generi della sottotribù erano descritti all'interno della sottofamiglia Cichorioideae.
Il numero cromosomico del gruppo varia da 2n = 22 (Elephantopus e Orthopappus) a 2n = 26 (Pseudelephantopus).

### Composizione della sottotribù
Questa sottotribù comprende 4 generi e 26 specie.
| Genere                       | N. specie                                    | Distribuzione                            | Caratteri principali |
| ---------------------------- | -------------------------------------------- | ---------------------------------------- | --- |
| Caatinganthus H. Rob., 1999  | 2                                            | Brasile (settentrionale)                 | La corolla è actinomorfa. - Le piante sono prive di rosette basali. |
| Elephantopus L., 1753        | 21                                           | America del nord-est e aree pantropicali | Il numero cromosomico è 2n = 22. - Il pappo è formato da 5 robuste setole (raramente di più). - Il polline è "lophato".                                                            |
| Orthopappus Gleason, 1906    | Una specie: (O. angustifolius (Sw.) Gleason) | America tropicale                        | Il pappo è formato da diverse setole capillari. - Il polline non è "lophato" e provvisto di diverse creste echinate.                                                               |
| Pseudelephantopus Rohr, 1792 | 2                                            | America tropicale                        | La corolla è zigomorfa con profonde insenature. - Le foglie in prevalenza sono raccolte in rosette basali. - Le setole del pappo sono contorte. - Il numero cromosomico è 2n = 26. |

### Chiave per i generi
I generi di questa sottotribù si individuano secondo i seguenti caratteri:
- 1A: le corolle sono actinomorfe; le piante sono prive delle rosette basali;

Caatinganthus.
- 1B: le corolle sono zigomorfe con profonde sinuosità centrali verso il centro del capolino; le piante sono provviste di foglie in parte raccolte in rosette basali;

- 2A: il pappo è formato da 5 setole contorte; il numero cromosomico di queste specie è 2n = 26;

Pseudelephantopus.
- 2B: il pappo è formato da barbe dritte o setole; il numero cromosomico di queste specie è 2n = 22;

- 3A: il pappo è formato normalmente da 5 forti setole, raramente di più; nel polline la parte più esterna dell'esina è sollevata a forma di creste e depressioni;

Elephantopus.
- 3B: il pappo è formato da molte setole capillari; nel polline la parte più esterna dell'esina non è sollevata a forma di creste e depressioni;

Orthopappus.